# Not Gon' Cry
Not Gon' Cry is een nummer van de Amerikaanse R&B-zangeres Mary J. Blige uit 1996. Het nummer staat op de soundtrack van de film Waiting to Exhale en is tevens de eerste single van Blige's derde studioalbum Share My World.
"Not Gon' Cry" is een R&B-ballad die gaat over een verloren liefde. Het nummer werd een grote hit in Amerika, met een 2e positie in de Billboard Hot 100. Ook in het Verenigd Koninkrijk en Nieuw-Zeeland bereikte het de hitlijsten. Ondanks dat het nummer in het Nederlandse taalgebied geen hitlijsten wist te bereiken, geniet het wel bekendheid in Nederland.